# Killlai
Killai é uma panchayat (vila) no distrito de Cuddalore, no estado indiano de Tamil Nadu.

## Demografia
Segundo o censo de 2001,  Killai  tinha uma população de 10,186 habitantes. Os indivíduos do sexo masculino constituem 49% da população e os do sexo feminino 51%. Killai tem uma taxa de literacia de 57%, inferior à média nacional de 59.5%: a literacia no sexo masculino é de 66% e no sexo feminino é de 49%. Em Killai, 14% da população está abaixo dos 6 anos de idade.